# Rejon Ysyk-Köl
Rejon Ysyk-Köl (kirg. Ысык-Көл району; ros. Иссык-Кульский район) – rejon w Kirgistanie w obwodzie issykkulskim. W 2009 roku liczył 75 533 mieszkańców (z czego 49,5% stanowili mężczyźni) i obejmował 18 413 gospodarstw domowych. Siedzibą administracyjną rejonu jest Czołpon-Ata.